# Surdila-Greci
Surdila-Greci là một xã thuộc hạt Brăila, România. Dân số thời điểm năm 2002 là 1659 người.